# Cẩm cù bon
Cẩm cù bon (tên khoa học :Hoya bonii), còn được gọi là hồ hoa bon, lưỡi lợn, là một loài thực vật thuộc họ Apocynaceae. Chúng là loài hoa đặc hữu của Việt Nam.

## Mô tả
Đây là loài hoa, thân dây leo; lá hình tim, dày và cứng; dịch nhựa màu vàng, mọc trên đá vôi hoặc bám cây. Cây nở hoa vào tháng 5, hoa có màu trắng tâm hồng, có 5 cánh đối xứng như ngôi sao.

## Phát hiện và phân bố
Mẫu vật loài thực vật này được nhà khoa học R.P. Bon thu lượm từ năm 1884 tại miền Bắc Việt Nam và được lưu giữ tại Bảo tàng Paris. Đến năm 1912, nhà thực vật người Pháp Costantin mô tả loài mới dựa trên mẫu vật của R.P. Bon. Tháng 5/2016, Viện sinh thái và tài nguyên sinh vật (Viện Hàn lâm khoa học và công nghệ Việt Nam) tìm thấy một mẫu loài này tại Vườn quốc gia Cát Bà và cho biết loài Cẩm cù bon phân bố tại Vườn quốc gia Cát Bà (Hải Phòng) với diện tích rất hạn hẹp.